# 慌亂廣告
『慌亂廣告』（日語：パニックコマーシャル）是2019年12月17日於富士電視台播放的電視劇。由在第31屆富士電視台年輕人劇本大獎中獲獎的中村允俊的劇本所製作的電視劇 、主演爲赤楚衛二。

## 角色
新倉泰斗 - 赤楚衛二
廣告代理公司-電報堂所屬的創意監督。
藤木優介 - 黒羽麻璃央
客戶「太陽啤酒」的宣傳負責人。
Rinka - 北原里英
出演「太陽啤酒」廣告的女演員。
安達元彦- 加治將樹
廣告製作人。
宮地學 - きづき
新倉的同事。
雨宮晃 - 川島潤哉
廣告導演。
庄司智子 - 阿南敦子
Rinka的經紀人。
石瓦剛志 - 田中要次
「太陽啤酒」的宣傳部長。非常固執，對新倉的廣告企畫處處挑剔。

## 工作人員
- 原作・編劇 - 中村允俊
- 製作人 - 宋ハナ
- 導演 - 西岡和宏
- 制作著作 - 富士電視台

## 外部連結
- 官方网站